# Dorfkirche Neuentempel

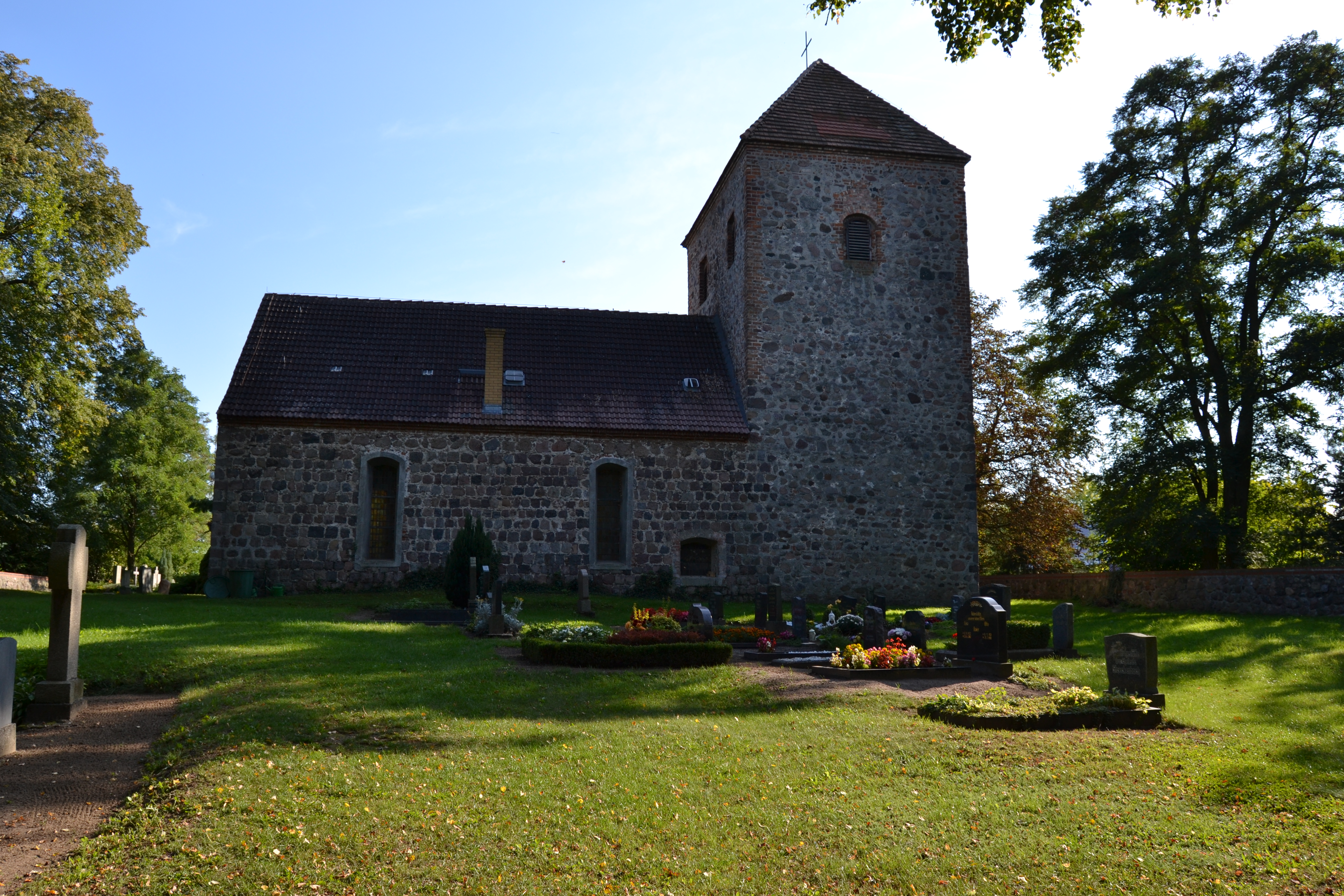
Dorfkirche Neuentempel

Die evangelische, denkmalgeschützte Dorfkirche Neuentempel steht in Neuentempel, einem Ortsteil der Gemeinde Vierlinden im Landkreis Märkisch-Oderland in Brandenburg. Die Kirche gehört zum Kirchenkreis Oderland-Spree der Evangelischen Kirche Berlin-Brandenburg-schlesische Oberlausitz.

## Beschreibung
Die in der ersten Hälfte des 13. Jahrhunderts gebaute Feldsteinkirche geht in ihren ältesten Teilen auf ein Bauwerk des Templerordens zurück. Das mit einem Satteldach bedeckte Langhaus ist ohne Verbindung mit dem jüngeren, im Westen vorgelagerten, gleichbreiten, querrechteckigen Kirchturm, der mit einem Walmdach bedeckt ist. In der Mitte des 18. Jahrhunderts wurden die Fenster vergrößert. An der Südwand des Langhauses wurde ein Anbau errichtet, der hinter dem Portal ein Vestibül beherbergt. Die alten Portale wurden vermauert. Die kleine pedallose Orgel mit vier Registern auf einem Manual mit geteilten Schleifen wurde 1954 von E. F. Walcker & Cie. für eine andere Kirche erbaut und 1999 hierher umgesetzt.